# Cherubim Dambui
Cherubim Dambui (ur. 23 lutego 1948 w Timbunke, zm. 24 czerwca 2010 w Manili) – papuański duchowny katolicki, polityk, biskup pomocniczy Port Moresby w latach 2001-2010.

## Życiorys
Święcenia kapłańskie przyjął 5 grudnia 1974 i został inkardynowany do diecezji Wewak. W roku 1976, za zgodą biskupa, został mianowany tymczasowym premierem prowincji Sepik Wschodni, a w 1979 jej stałym zarządcą. W 1983 porzucił politykę i zajął się przede wszystkim działalnością duszpasterską. Był m.in. proboszczem w Marienbergu, rektorem seminarium duchownego w Bomana (1989-1991), a także wikariuszem generalnym rodzinnej diecezji (1995-2000).

### Episkopat
30 października 2000 papież Jan Paweł II mianował go biskupem pomocniczym archidiecezji Port Moresby i biskupem tytularnym Subbar. Sakry biskupiej udzielił mu 10 lutego 2001 ówczesny ordynariusz tejże diecezji, abp Brian Barnes.
Zmarł w szpitalu w Manili na niewydolność nerek.